# Сариятак
Сариятак (азерб. Sarıyataq) — село в Кубатлинському районі Азербайджану.
Село розміщене на правому березі річки Акарі, за 38 км на південь від міста Бердзора.
26 жовтня 2020 село було звільнене Національною армією Азербайджану внаслідок Другої Карабаської війни.